# Subjektorientierung
Die Subjektorientierung geht unter Voraussetzung der Subjekt-Objekt-Spaltung von einer Hinwendung und Konzentration auf das Subjekt aus, dessen Eigenarten, Strukturen und Interessen in unterschiedlichen wissenschaftlichen Theorien und ihren Praxisanwendungen im Mittelpunkt stehen. Das objektiv und allgemein Gegebene trifft immer auf ein individuelles Subjekt, das seine Wahrnehmungen sehr verschieden verarbeitet und sich so seine „eigene“ Welt aufbaut. Eine fehlende Subjektorientierung kann zu Desinteresse und Abwendung führen.

## Verwendung in Wissenschaftsdisziplinen
Das Prinzip gilt auf der theoretischen Ebene für die Philosophie, wenn sie speziell die Lebenswelt des Menschen reflektiert, wie es besonders die Phänomenologie in der Folge von Edmund Husserl getan hat. So hat M. Merleau-Ponty (Phänomenologie der Wahrnehmung, 1945) die Wahrnehmung der Welt über den Leib interpretiert. Auch die modernen Theorien des philosophischen Konstruktivismus und der Diskursanalyse halten den Blick auf das Subjekt für zentral. Ebenso trifft es für die Soziologie zu, die mit Alfred Schütz und Peter L. Berger/Thomas Luckmann die Lebenswelt fokussiert. In ihrer Folge steht gegenwärtig seit etwa 1980 die Subjektorientierte Soziologie (deutscher Schulbegründer Karl Martin Bolte). Anwendungen wie die Sozialarbeit gehen vielfach primär subjektorientert vor, um überhaupt bei den Klienten wirksam zu werden (maßgeblich die Lebensweltorientierung bei Hans Thiersch). Ähnliches gilt dem Anspruch nach für die Krankenpflege.
In der Theorie der Psychologie wird im Konstruktivismus der Zugang über das sich entwickelnde Subjekt gesucht. Anwendungen finden sich auch in der Psychotherapie sowie in vielen Bereichspsychologien, etwa als Adressatenbezug der Werbepsychologie und Konsumentenorientierung der Marktpsychologie.
Ein sehr weites Feld hat das Prinzip der Subjektorientierung in allen Gebieten der Pädagogik und Erziehung. Stehen stärker die Entwicklungsprozesse der Kinder und Jugendlichen im Mittelpunkt, sind die Strukturen der Welt, in die sie hineinwachsen, oder der konkreten Lerngegenstände zunächst zweitrangig. Die vorgefundenen Lernstände sind zum Ausgangspunkt zu nehmen, was sich in dem bekannten Motto etwa der Schülerorientierung „Die Schüler abholen, wo sie stehen!“ ausdrückt. Vertiefte Subjektorientierung gehört in der Lernpsychologie und Allgemeinen Didaktik zu den standardmäßigen Standpunkten bzw. Forderungen, explizit bspw. bei Lothar Klingberg. Zu den jüngeren Entwicklungen in mehreren Fachdidaktiken gehört der reflektierte Subjektbezug, so in der Politischen Bildung, der Geschichtsdidaktik und der Religionspädagogik. Insbesondere wenn es um freiwilliges Lernen und Verhaltensänderungen geht, etwa in der Jugendarbeit und Erwachsenenbildung, müssen die Vorstellungen und Erfahrungen der Lerner berücksichtigt werden, um an sie „heranzukommen“. Die moderne Schulpädagogik versteht sich ebenso als subjektorientiert.

## Einzelbelege
1. ↑  Doris Lucke: Subjektorientierung. In: Ein bißchen feministisch ? — Anwendungsorientierte Sozialforschung: Festschrift für Renate Wald zum 75. Geburtstag. VS Verlag für Sozialwissenschaften, Wiesbaden 1997, ISBN 978-3-322-95124-3, S. 13–24.
2. ↑  Subjekt- und Lebensweltorientierung als Proprium. Abgerufen am 20. November 2021.
3. ↑  Birgit Grotejohann: Subjektorientierung in der Medizin. 23. Juli 2015, doi:10.18452/17265 (hu-berlin.de [abgerufen am 20. November 2021]).
4. ↑  Jürgen Kriz: Subjekt und Lebenswelt : Personzentrierte Systemtheorie für Psychotherapie, Beratung und Coaching. Vandenhoeck & Ruprecht, Göttingen 2017, ISBN 978-3-647-49163-9.
5. ↑  Christoph Bauer: „Subjektorientierung“? Kritik des Subjektbegriffs in der Didaktik der schulischen politischen Bildung. Klinkhardt, Bad Heilbrunn 2017, ISBN 978-3-7815-2188-9.
6. ↑  Heinrich Ammerer, Thomas Hellmuth, Christoph Kühberger (Hrsg.): Subjektorientierte Geschichtsdidaktik. Wochenschau, Schwalbach/Ts. 2015, ISBN 978-3-7344-0152-7.
7. ↑  Marlies Hempel: Lernwege der Kinder : subjektorientiertes Lernen und Lehren in der Grundschule. 2. unveränd.  Auflage. Schneider-Verl. Hohengehren, Baltmannsweiler 2002, ISBN 3-89676-569-8.